# Coupe du Luxembourg de football
La Coupe du Luxembourg de football (ou « Loterie Nationale Coupe du Luxembourg » pour des raisons de sponsoring), est une compétition de football à élimination directe, organisée annuellement par la Fédération luxembourgeoise de football (FLF) et ouverte à tous les clubs qui lui sont affiliés jusqu'au dernier niveau amateur.
La première édition de la Coupe du Luxembourg est remportée en 1922 par le RC Luxembourg. Dès sa création, elle s’impose comme la deuxième compétition majeure du football luxembourgeois, aux côtés du championnat national, fondé douze ans plus tôt.
Cette coupe revêt une importance particulière pour les clubs engagés, puisqu’en cas de victoire, elle leur permet de se qualifier pour une compétition européenne.
Son palmarès est marqué par plusieurs exploits, notamment le premier triplé du Red Boys Differdange entre 1924 et 1926, suivi d’un second entre 1929 et 1931. Le club reste d’ailleurs le plus titré de l’histoire de la compétition, avec quinze trophées.
Aujourd’hui, la Coupe du Luxembourg débute par des tours préliminaires, avant l’entrée en lice des clubs de BGL Ligue en 32e de finale. La finale se joue au Stade de Luxembourg, inauguré en 2021 en remplacement du Stade Josy-Barthel.

## Palmarès

### Palmarès par édition
| N°  | Édition | Vainqueur                                                   | Score de la finale                                          | Finaliste                                                   | Lieu de la finale                                           |
| --- | ------- | ----------------------------------------------------------- | ----------------------------------------------------------- | ----------------------------------------------------------- | ----------------------------------------------------------- |
| 1   | 1922    | RC Luxembourg                                               | 2 - 0                                                       | AS La Jeunesse d'Esch                                       | Stade Municipal                                             |
| 2   | 1923    | CS Fola Esch                                                | 3 - 0                                                       | Union Luxembourg                                            | Stade Municipal                                             |
| 3   | 1924    | CS Fola Esch                                                | 2 - 0                                                       | Red Boys Differdange                                        | Stade Municipal                                             |
| 4   | 1925    | Red Boys Differdange                                        | 1 - 1 a.p. (3-0 t.a.b.                                      | CA Spora Luxembourg                                         | Stade Municipal                                             |
| 5   | 1926    | Red Boys Differdange                                        | 5 - 2                                                       | Union Luxembourg                                            | Stade Municipal                                             |
| 6   | 1927    | Red Boys Differdange                                        | 3 - 2                                                       | AS La Jeunesse d'Esch                                       | Stade Municipal                                             |
| 7   | 1928    | CA Spora Luxembourg                                         | 2 - 2 a.p. (5-2 t.a.b.                                      | Stade Dudelange                                             | Stade Municipal                                             |
| 8   | 1929    | Red Boys Differdange                                        | 5 - 3                                                       | CA Spora Luxembourg                                         | Stade Municipal                                             |
| 9   | 1930    | Red Boys Differdange                                        | 2 - 1                                                       | CA Spora Luxembourg                                         | Stade Municipal                                             |
| 10  | 1931    | Red Boys Differdange                                        | 5 - 3                                                       | CA Spora Luxembourg                                         | Stade Municipal                                             |
| 11  | 1932    | CA Spora Luxembourg                                         | 2 - 1                                                       | Red Boys Differdange                                        | Stade Municipal                                             |
| 12  | 1933    | FC Progrès Niederkorn                                       | 4 - 1                                                       | Union Luxembourg                                            | Stade Municipal                                             |
| 13  | 1934    | Red Boys Differdange                                        | 5 - 2                                                       | CA Spora Luxembourg                                         | Stade Municipal                                             |
| 14  | 1935    | AS La Jeunesse d'Esch                                       | 4 - 2                                                       | Red Boys Differdange                                        | Stade Municipal                                             |
| 15  | 1936    | Red Boys Differdange                                        | 2 - 0                                                       | Stade Dudelange                                             | Stade Municipal                                             |
| 16  | 1937    | AS La Jeunesse d'Esch                                       | 3 - 0                                                       | Union Luxembourg                                            | Stade Municipal                                             |
| 17  | 1938    | Stade Dudelange                                             | 1 - 0                                                       | The National Schifflange                                    | Stade Municipal                                             |
| 18  | 1939    | US Dudelange                                                | 2 - 1                                                       | Stade Dudelange                                             | Stade Municipal                                             |
| 19  | 1940    | CA Spora Luxembourg                                         | 6 - 2                                                       | Stade Dudelange                                             | Stade Municipal                                             |
| 20  | 1945    | FC Progrès Niederkorn                                       | 2 - 0                                                       | CA Spora Luxembourg                                         | Stade Municipal                                             |
| 21  | 1946    | AS La Jeunesse d'Esch                                       | 3 - 1                                                       | FC Progrès Niederkorn                                       | Stade Municipal                                             |
| 22  | 1947    | Union Luxembourg                                            | 2 - 1                                                       | Stade Dudelange                                             | Stade Municipal                                             |
| 23  | 1948    | Stade Dudelange                                             | 1 - 0                                                       | Red Boys Differdange                                        | Stade Municipal                                             |
| 24  | 1949    | Stade Dudelange                                             | 1 - 0                                                       | FC Racing Rodange                                           | Stade Municipal                                             |
| 25  | 1950    | CA Spora Luxembourg                                         | 5 - 1                                                       | Red Boys Differdange                                        | Stade Municipal                                             |
| 26  | 1951    | SC Tétange                                                  | 1 - 1 a.p. (2-0 t.a.b.                                      | CS Grevenmacher                                             | Stade Municipal                                             |
| 27  | 1952    | Red Boys Differdange                                        | 1 - 0                                                       | FC Red Star Merl-Belair                                     | Stade Municipal                                             |
| 28  | 1953    | Red Boys Differdange                                        | 2 - 1                                                       | CS Grevenmacher                                             | Stade Municipal                                             |
| 29  | 1954    | AS La Jeunesse d'Esch                                       | 5 - 0                                                       | CS Grevenmacher                                             | Stade Municipal                                             |
| 30  | 1955    | CS Fola Esch                                                | 1 - 1 a.p. (4-1 t.a.b.)                                     | Red Boys Differdange                                        | Stade Municipal                                             |
| 31  | 1956    | Stade Dudelange                                             | 3 - 1                                                       | FC Progrès Niederkorn                                       | Stade Municipal                                             |
| 32  | 1957    | CA Spora Luxembourg                                         | 2 - 1                                                       | Stade Dudelange                                             | Stade Municipal                                             |
| 33  | 1958    | Red Boys Differdange                                        | 2 - 1                                                       | US Dudelange                                                | Stade Municipal                                             |
| 34  | 1959    | Union Luxembourg                                            | 3 - 1                                                       | CS Grevenmacher                                             | Stade Municipal                                             |
| 35  | 1960    | The National Schifflange                                    | 3 - 0                                                       | Stade Dudelange                                             | Stade Municipal                                             |
| 36  | 1961    | Alliance Dudelange                                          | 3 - 2                                                       | Union Luxembourg                                            | Stade Municipal                                             |
| 37  | 1962    | Alliance Dudelange                                          | 1 - 0                                                       | Union Luxembourg                                            | Stade Municipal                                             |
| 38  | 1963    | Union Luxembourg                                            | 2 - 1                                                       | CA Spora Luxembourg                                         | Stade Municipal                                             |
| 39  | 1964    | Union Luxembourg                                            | 1 - 0                                                       | FC Aris Bonnevoie                                           | Stade Municipal                                             |
| 40  | 1965    | CA Spora Luxembourg                                         | 1 - 0                                                       | AS La Jeunesse d'Esch                                       | Stade Municipal                                             |
| 41  | 1966    | CA Spora Luxembourg                                         | 2 - 0                                                       | AS La Jeunesse d'Esch                                       | Stade Municipal                                             |
| 42  | 1967    | FC Aris Bonnevoie                                           | 1 - 0                                                       | Union Luxembourg                                            | Stade Municipal                                             |
| 43  | 1968    | US Rumelange                                                | 0 - 0 a.p. (1-0 t.a.b.)                                     | FC Aris Bonnevoie                                           | Stade Municipal                                             |
| 44  | 1969    | Union Luxembourg                                            | 5 - 2                                                       | Alliance Dudelange                                          | Stade Municipal                                             |
| 45  | 1970    | Union Luxembourg                                            | 1 - 0                                                       | Red Boys Differdange                                        | Stade Municipal                                             |
| 46  | 1971    | FC Jeunesse Hautcharage                                     | 4 - 1                                                       | AS La Jeunesse d'Esch                                       | Stade Municipal                                             |
| 47  | 1972    | Red Boys Differdange                                        | 4 - 3                                                       | FC Aris Bonnevoie                                           | Stade Municipal                                             |
| 48  | 1973    | AS La Jeunesse d'Esch                                       | 3 - 2                                                       | CS Fola Esch                                                | Stade Municipal                                             |
| 49  | 1974    | AS La Jeunesse d'Esch                                       | 4 - 1                                                       | FC Avenir Beggen                                            | Stade Municipal                                             |
| 50  | 1975    | US Rumelange                                                | 2 - 0                                                       | AS La Jeunesse d'Esch                                       | Stade Municipal                                             |
| 51  | 1976    | AS La Jeunesse d'Esch                                       | 2 - 1                                                       | FC Aris Bonnevoie                                           | Stade Municipal                                             |
| 52  | 1977    | FC Progrès Niederkorn                                       | 4 - 4 a.p. (3-1 t.a.b.)                                     | Red Boys Differdange                                        | Stade Municipal                                             |
| 53  | 1978    | FC Progrès Niederkorn                                       | 2 - 1                                                       | Union Luxembourg                                            | Stade Municipal                                             |
| 54  | 1979    | Red Boys Differdange                                        | 4 - 1                                                       | FC Aris Bonnevoie                                           | Stade Municipal                                             |
| 55  | 1980    | CA Spora Luxembourg                                         | 3 - 2                                                       | FC Progrès Niederkorn                                       | Stade Municipal                                             |
| 56  | 1981    | AS La Jeunesse d'Esch                                       | 5 - 0                                                       | FC Olympique Eischen                                        | Stade Municipal                                             |
| 57  | 1982    | Red Boys Differdange                                        | 2 - 1                                                       | US Rumelange                                                | Stade Municipal                                             |
| 58  | 1983    | FC Avenir Beggen                                            | 4 - 2                                                       | Union Luxembourg                                            | Stade Municipal                                             |
| 59  | 1984    | FC Avenir Beggen                                            | 4 - 1                                                       | US Rumelange                                                | Stade Municipal                                             |
| 60  | 1985    | Red Boys Differdange                                        | 1 - 0                                                       | AS La Jeunesse d'Esch                                       | Stade Municipal                                             |
| 61  | 1986    | Union Luxembourg                                            | 4 - 1                                                       | Red Boys Differdange                                        | Stade Municipal                                             |
| 62  | 1987    | FC Avenir Beggen                                            | 6 - 0                                                       | CA Spora Luxembourg                                         | Stade Municipal                                             |
| 63  | 1988    | AS La Jeunesse d'Esch                                       | 1 - 0                                                       | FC Avenir Beggen                                            | Stade Municipal                                             |
| 64  | 1989    | Union Luxembourg                                            | 2 - 0                                                       | FC Avenir Beggen                                            | Stade Municipal                                             |
| 65  | 1990    | FC Swift Hesperange                                         | 3 - 3 a.p. (7-1 t.a.b.)                                     | AS Differdange                                              | Stade Municipal                                             |
| 66  | 1991    | Union Luxembourg                                            | 3 - 0                                                       | AS La Jeunesse d'Esch                                       | Stade Municipal                                             |
| 67  | 1992    | FC Avenir Beggen                                            | 1 - 0                                                       | CS Pétange                                                  | Stade Municipal                                             |
| 68  | 1993    | FC Avenir Beggen                                            | 5 - 2                                                       | F91 Dudelange                                               | Stade Municipal                                             |
| 69  | 1994    | FC Avenir Beggen                                            | 3 - 1                                                       | F91 Dudelange                                               | Stade Josy-Barthel                                          |
| 70  | 1995    | CS Grevenmacher                                             | 1 - 1 a.p. (3-2 t.a.b.)                                     | AS La Jeunesse d'Esch                                       | Stade Josy-Barthel                                          |
| 71  | 1996    | Union Luxembourg                                            | 3 - 1                                                       | AS La Jeunesse d'Esch                                       | Stade Josy-Barthel                                          |
| 72  | 1997    | AS La Jeunesse d'Esch                                       | 2 - 0                                                       | Union Luxembourg                                            | Stade Josy-Barthel                                          |
| 73  | 1998    | CS Grevenmacher                                             | 2 - 0                                                       | FC Avenir Beggen                                            | Stade Josy-Barthel                                          |
| 74  | 1999    | AS La Jeunesse d'Esch                                       | 3 - 0                                                       | FC Mondercange                                              | Stade Josy-Barthel                                          |
| 75  | 2000    | AS La Jeunesse d'Esch                                       | 4 - 1                                                       | FC Mondercange                                              | Stade Josy-Barthel                                          |
| 76  | 2001    | FC Etzella Ettelbruck                                       | 5 - 3                                                       | FC Wiltz 71                                                 | Stade Josy-Barthel                                          |
| 77  | 2002    | FC Avenir Beggen                                            | 1 - 0                                                       | F91 Dudelange                                               | Stade Josy-Barthel                                          |
| 78  | 2003    | CS Grevenmacher                                             | 1 - 0                                                       | FC Etzella Ettelbruck                                       | Stade Josy-Barthel                                          |
| 79  | 2004    | F91 Dudelange                                               | 3 - 1                                                       | FC Etzella Ettelbruck                                       | Stade Josy-Barthel                                          |
| 80  | 2005    | CS Pétange                                                  | 5 - 0                                                       | FC CeBra 01                                                 | Stade Josy-Barthel                                          |
| 81  | 2006    | F91 Dudelange                                               | 3 - 2                                                       | AS La Jeunesse d'Esch                                       | Stade Josy-Barthel                                          |
| 82  | 2007    | F91 Dudelange                                               | 2 - 1                                                       | UN Käerjéng 97                                              | Stade Josy-Barthel                                          |
| 83  | 2008    | CS Grevenmacher                                             | 4 - 1                                                       | FC Victoria Rosport                                         | Stade Josy-Barthel                                          |
| 84  | 2009    | F91 Dudelange                                               | 5 - 0                                                       | UN Käerjéng 97                                              | Stade Josy-Barthel                                          |
| 85  | 2010    | FC Differdange 03                                           | 1 - 0                                                       | CS Grevenmacher                                             | Stade Josy-Barthel                                          |
| 86  | 2011    | FC Differdange 03                                           | 1 - 0                                                       | F91 Dudelange                                               | Stade Josy-Barthel                                          |
| 87  | 2012    | F91 Dudelange                                               | 4 - 2                                                       | AS La Jeunesse d'Esch                                       | Stade Josy-Barthel                                          |
| 88  | 2013    | AS La Jeunesse d'Esch                                       | 2 - 1                                                       | FC Differdange 03                                           | Stade Josy-Barthel                                          |
| 89  | 2014    | FC Differdange 03                                           | 2 - 0                                                       | F91 Dudelange                                               | Stade Josy-Barthel                                          |
| 90  | 2015    | FC Differdange 03                                           | 1 - 1 a.p. (3-2 t.a.b.)                                     | F91 Dudelange                                               | Stade Josy-Barthel                                          |
| 91  | 2016    | F91 Dudelange                                               | 1 - 0                                                       | US Mondorf                                                  | Stade Josy-Barthel                                          |
| 92  | 2017    | F91 Dudelange                                               | 4 - 1                                                       | CS Fola Esch                                                | Stade Josy-Barthel                                          |
| 93  | 2018    | RFCU Luxembourg                                             | 0 - 0 a.p. (4-3 t.a.b.                                      | US Hostert                                                  | Stade Josy-Barthel                                          |
| 94  | 2019    | F91 Dudelange                                               | 5 - 0                                                       | FC Etzella Ettelbruck                                       | Stade Josy-Barthel                                          |
| 95  | 2020    | Compétition abandonnée en raison de la pandémie de Covid-19 | Compétition abandonnée en raison de la pandémie de Covid-19 | Compétition abandonnée en raison de la pandémie de Covid-19 | Compétition abandonnée en raison de la pandémie de Covid-19 |
| 96  | 2021    | Compétition abandonnée en raison de la pandémie de Covid-19 | Compétition abandonnée en raison de la pandémie de Covid-19 | Compétition abandonnée en raison de la pandémie de Covid-19 | Compétition abandonnée en raison de la pandémie de Covid-19 |
| 97  | 2022    | RFCU Luxembourg                                             | 3 - 2                                                       | F91 Dudelange                                               | Stade de Luxembourg                                         |
| 98  | 2023    | FC Differdange 03                                           | 4 - 2                                                       | FC Marisca Mersch                                           | Stade de Luxembourg                                         |
| 99  | 2024    | FC Progrès Niederkorn                                       | 1 - 1 a.p. (3-1 t.a.b.)                                     | FC Swift Hesperange                                         | Stade de Luxembourg                                         |
| 100 | 2025    | FC Differdange 03                                           | 2 - 2 a.p. (5-4 t.a.b.)                                     | F91 Dudelange                                               | Stade de Luxembourg                                         |

### Bilan
| Rang | Club                   | Finales gagnées (Première-Dernière) | Finales perdues (Première-Dernière) |
| ---- | ---------------------- | ----------------------------------- | ----------------------------------- |
| 1    | Red Boys Differdange   | 15 (1925-1985)                      | 9 (1924-1986)                       |
| 2    | AS La Jeunesse d'Esch  | 13 (1935-2013)                      | 11 (1922-2012)                      |
| 3    | Union Luxembourg       | 10 (1947-1996)                      | 10 (1923-1997)                      |
| 4    | Spora Luxembourg       | 8 (1928-1980)                       | 8 (1925-1987)                       |
| 5    | F91 Dudelange          | 8 (2004-2019)                       | 7 (1993-2025)                       |
| 6    | FC Avenir Beggen       | 7 (1983-2002)                       | 4 (1974-1998)                       |
| 7    | FC Differdange 03      | 6 (2010-2025)                       | 1 (2013)-2003                       |
| 8    | Progrès Niederkorn     | 5 (1933-2024)                       | 3 (1946-1980)                       |
| 9    | Stade Dudelange        | 4 (1938-1956)                       | 7 (1928-1960)                       |
| 9    | CS Grevenmacher        | 4 (1995-2008)                       | 5 (1951-2010)                       |
| 10   | Fola Esch              | 3 (1923-1955)                       | 1 (1973-2017)-2003                  |
| 11   | US Rumelange           | 2 (1968-1975)                       | 2 (1982-1984)                       |
| 12   | Alliance Dudelange     | 2 (1961-1962)                       | 1 (1969)-2003                       |
| 13   | Racing Luxembourg      | 2 (2018-2022)                       | 0 (2003-2003)                       |
| 14   | Aris Bonnevoie         | 1 (1967)-1951                       | 5 (1964-1979)                       |
| 15   | Etzella Ettelbruck     | 1 (2001)-1951                       | 3 (2003-2019)                       |
| 16   | US Dudelange           | 1 (1939)-1951                       | 1 (1958)-2003                       |
| -    | Jeunesse Hautcharage   | 1 (1971)-2003                       | 1 (2007)-2003                       |
| -    | CS Pétange             | 1 (2005)-2003                       | 1 (1992)-1951                       |
| -    | National Schifflange   | 1 (1960)-1951                       | 1 (1938)-2003                       |
| -    | Swift Hesperange       | 1 (1990)-2003                       | 1 (2024)-2024                       |
| 21   | Racing Club Luxembourg | 1 (1922)-2003                       | 0 (2003-2003)                       |
| -    | SC Tétange             | 1 (1951)-1951                       | 0 (2003-2003)                       |

## Statistiques
- Plus grand nombre de victoires consécutives : 3 victoires consécutives.
  - Red Boys Differdange de 1925 à 1927 puis de 1929 à 1930.
  - FC Avenir Beggen de 1992 à 1994.
- Plus grand nombre de participations à une finale : Les Red Boys Differdange et l'AS La Jeunesse d'Esch ont participé 24 fois à la finale de la compétition.
- Plus grand nombre de participation consécutives à une finale : Le Spora Luxembourg a participé à 5 finales de 1928 à 1932.
- Victoire la plus large en finale : 6 buts d'écarts.
  - FC Avenir Beggen 6-0 Spora Luxembourg en 1987.
  - CS Pétange 6-0 Cebra FC 01 en 2005.
- Plus grand nombre de buts marqués en finale : 8 buts.
  - Red Boys Differdange 5-3 Spora Luxembourg en 1929.
  - Red Boys Differdange 5-3 Spora Luxembourg en 1931.
  - Spora Luxembourg en 1931 6-2 Stade Dudelange.
  - Etzella Ettelbruck 5-3 FC Wiltz 71 en 2001.
- Clubs ayant gagné une finale sans jamais en avoir perdu : 
  - Racing Club Luxembourg.
  - SC Tétange.
- Clubs ayant perdu une finale sans jamais en avoir gagné : 
  - FC Mondercange (Deux finales perdues).
  - Cebra FC 01.
  - AS Differdange.
  - Olympique Eischen.
  - FC Wiltz 71.
  - Red Star Merl.
  - Racing Rodange.
  - UN Käerjéng 97.
  - US Mondorf-les-Bains.
  - Victoria Rosport.
  - FC Marisca Mersch.